# Bithia gorbunovi
Bithia gorbunovi är en tvåvingeart som beskrevs av Tschorsnig 1993. Bithia gorbunovi ingår i släktet Bithia och familjen parasitflugor. Inga underarter finns listade i Catalogue of Life.